# 社会心理学 (社会学)
在社会学中，社会心理学（也称为社会领域心理学），研究的是个体与社会之间的关系。尽管社会学中的社会心理学的研究方向与许多心理学领域有着相同实质性的主题，但它相对更强调社会结构和文化对个人结果的影响，例如：人格、文化、个人的影响以及在社会等级中的地位。
研究人员关注更高层次的分析，主要关注的是群体和人与人之间关系的安排。社会学的这个子领域被广泛认为具有三个主要观点：符号互动主义、社会结构和人格以及结构社会心理学。
该领域的一些主要主题包括社会地位、结构权力、社会文化变迁、社会不平等和偏見、領導力和群体动力学、社会交换、群体冲突、印象形成和管理、对话结构、社会化、社会建构主义、社会规范与偏差、身份与角色、以及情感劳动。
数据收集的主要方法是抽样调查、实地观察、小插图研究（心理学）、现场实验和对照实验。

## 历史
社会心理学（社会学）诞生于1902年，社会学家查尔斯·库利 ( Charles Cooley)进行了一项具有里程碑意义的研究，题为“人性与社会秩序” ，其中引入了“鏡中自我”的概念。
随后，社会学家爱德华·阿尔斯沃思·罗斯于 1908 年出版了第一本社会学方面的社会心理学教科书，即《社会心理学》 。几十年后，雅各布·L·莫雷诺 (Jacob L. Moreno)于1937年创办了该领域的主要学术期刊，名为《社会计量学》。 1978年，它的名称改为“社会心理学”，次年改为现在的名称，即《社會心理學季刊》。

### 基本概念
符号互动论
20世纪20年代，威廉·托马斯 ( William Thomas)和多萝西·托马斯 (Dorothy Thomas)提出的理论，不仅成为了社会心理学（社会学）的基本原则，并且成为了整个社会学的基本原则。
1923年，两人提出了情境定义的概念，随后于1928年提出了托马斯定理（或托马斯公理）：
如果人们将情况定义为真实的，则其后果也是真实的。 

— 威廉·托马斯 ( William Thomas)和多萝西·托马斯 (Dorothy Thomas)《美国的孩子：行为问题和计划》（1928 年），第 14 页，第572章。 
社会行为者、社会团体或亚文化对于情境的这种主观定义被罗伯特·金·默顿解读为一种“自我实现的预言”（即“精神高于物质”），成为符号互动论的核心概念。
芝加哥大学哲学家和社会学家喬治·賀伯特·米德被公认为是符号互动主义的创始人，他的著作对整个社会心理学领域产生了巨大影响。然而，米德在芝加哥大学的同事兼弟子、社会学家赫伯特·布魯默于 1937 年创造了该框架的名称。

### 行动理论
1927 年，哈佛大学的社会学家塔尔科特·帕森斯开始发展一种控制论行动理论(社会学)，随后帕森斯的学生兼同事罗伯特·弗里德·贝尔斯 (Robert Freed Bales)将其应用于小组研究。贝尔斯使用行为编码（社会科学）方案、互动过程分析，对群体中的社会关系进行了一系列观察性研究。在哈佛大学任职的 41 年期间，贝尔斯指导了一群杰出的社会心理学家，他们关注群体动力学和社会心理学的其他主题。

## 主要框架

### 符号互动论
当代符号互动主义的概念源自喬治·賀伯特·米德和马克斯·韦伯的著作。在这个循环框架中，社会互动被认为是意义构建的基础；意义随后影响社会互动过程本身。许多符号互动论者认为自我是一种核心意义，它既通过社会关系构建，又对社会关系产生影响。
符号互动主义的结构学派利用来自宏观社会学 文化 (年號)、自然语言、社会制度或组织（社会学）的共享社会知识来解释微观层面上相对持久的社会互动和心理模式，通常使用定量方法来研究这些问题。爱荷华学派，身份理论 和情感控制理论，是这一传统的主要研究项目。后两种理论尤其关注行为如何控制心理状态，这表明了该方法的潜在控制论性质，这在米德的著作中也很明显。此外，情感控制理论提供了角色理论和标签理论的数学模型。
过程符号互动论源自芝加哥社會學派，他们认为社会互动背后的意义是情境化的、创造性的、流动的，而且常常存在争议。因此，这一传统的研究人员经常使用定性和民族誌方法。《符号互动》是一本由符号互动研究学会创办的学术期刊，于 1977 年问世，是该领域学者进行实证研究和概念研究的中心渠道。
后现代符号互动论认为，自我和身份的概念越来越支离破碎，越来越虚幻，认为理论尝试都是元叙事，其权威性不高于其他对话。《SAGE 定性研究手册》详细介绍了这种方法。

### 社会结构与人格
这种研究视角涉及大规模社会系统与个人行为和心理状态（包括感觉、态度和价值观以及心理能力）之间的关系。一些研究人员关注健康问题以及社交网络如何为病人提供有用的社会支持。另一条研究路线涉及教育、职业和社会阶层的其他组成部分如何影响价值观。一些研究评估了不同结构位置的个体的情绪变化，尤其是幸福与疏离和愤怒之间的变化。

### 结构社会心理学
结构社会心理学与其他两种主流社会心理学方法的不同之处在于，其理论试图解释行为者（无论是个人、团体还是组织）对社会结构的出现和维持，通常假设社会结构具有更大的稳定性（尤其是与符号互动论相比），最明显的是假设个体行为者之间的差异很小。其他两种社会心理学方法试图模拟社会现实，而结构社会心理学则力求简约，目的在于解释尽可能广泛的现象，同时做出尽可能少的假设。 结构社会心理学更多地使用具有明确陈述的命题和范围条件的形式理论来指定预期的应用范围。

### 社会交换论
社会交换论强调社会行动是个人选择的结果，个人选择的目的是为了最大限度地提高利益，同时最大限度地降低成本。该理论的一个关键组成部分是“替代方案的比较水平”假设：行为者对特定情况下最佳替代方案的感觉（即净收益最高或净成本最低的选择；类似于“成本效益分析”的概念）。
社会交换理论与古典经济学理论（例如理性選擇理論）有许多共同的基本特征。然而，社会交换理论与古典经济学的不同之处在于，社会交换预测的是人与人之间的关系，而不仅仅是对商品的评价。例如，社会交换理论已被用来预测人类恋爱关系中的行为，它考虑了每个参与者对成本（例如，经济依赖）、利益（例如吸引力、化学反应、成人依恋），和替代方案的比较水平（例如，是否有任何可行的替代伴侣可供选择）的主观感受。

### 期望状态和状态特征
期望状态理论及其流行的子理论地位特征理论认为，个人利用可用的社会信息来形成对自己和他人的期望。例如，群体成员利用关于能力的刻板印象来确定谁在特定任务上相对更熟练，然后表明一个人在群体中的权威和地位。为了确定其他人的相对能力并相对应地分配等级，这些成员利用一个人在社会中的类别（例如种族、性别、年龄、教育等）；他们在当前任务上的已知能力；以及他们观察到的主导行为（例如怒视、语速、打断等）。
虽然表现出主导行为和（例如属于某个种族）与实际能力没有直接联系，但关于谁拥有多少社会价值的隐性文化信仰将驱使群体成员表现得“好像他们相信某些人比其他人有更多有用的贡献”。因此，该理论已被用来解释地位等级制度的兴起、持续和实施。

## 实质性议题

### 社会影响力
社会会影响每个人的生活。当一个人的思想、行为和感受受到他人影响时，就会产生社会影响。这是一种影响个人行为的互动方式，可以在群体内部和群体之间发生。这是一个影响社交、顺从、领导和社会变革方式的基本过程。

### 戏剧艺术
微观社会学的另一个方面旨在关注社交环境中的个人行为。该领域的一位特定研究人员欧文·戈夫曼 (Erving Goffman)声称，人类倾向于相信他们是舞台上的演员，他在《日常生活中的自我呈现》一书中对此进行了解释。他认为，个人将根据个人“观众”的反应行动，或换句话说，他正在与之交谈的人的反应来采取进一步的行动。就像一出戏一样，戈夫曼认为，交谈和交流的规则是存在的：表现出自信，表现出真诚，避免违规行为，也就是所谓的尴尬局面。违反这些规则会让社交场合变得尴尬。

### 群体动力学（群体过程）
从社会学的角度来看，群体动力学是指權力、地位、正義和合法性如何影响群体内部的结构和互动。德国社会理论家格奥尔格·齐美尔( Georg Simmel)的研究开创了一个特定的研究领域，即学者们研究群体规模如何影响群体成员之间互动的类型和质量。研究群体过程的人也会研究群体之间的互动，例如穆扎弗·谢里夫的 强盗洞实验。
最初，群体可以被描述为二元论（社会学）（两个人）或 三合会（社会学）（三个人），两者的本质区别在于，如果二人组中有一人离开，该群体就会完全解散，而三人组则不会。这种区别表明了群体规模的基本性质：群体中每增加一名成员，群体的稳定性就会增加，但任何两个成员之间的亲密程度或互动程度都会减少。
一个群体也可以根据其成员以及为什么彼此认识来区分。从这个意义上讲，个体群体成员属于以下群体之一：
- 主要群体：由通过表达性纽带联系在一起的亲密朋友和家人组成
- 次要群体：由通过工具性纽带联系在一起的同事、同事、同学等组成
- 参考群体：由不一定彼此认识或互动，但彼此使用彼此作为适当行为的比较标准的人组成

## 其他相关
- 行為經濟學
- 社会心理学家名单（其他語言）
- 政治心理學
- 社会心理学
- 社會化
- 社會生物學
- 社会学
- 社会人格学